# Asyrologia
Asyrologia, asyriologia – nauka badająca piśmiennictwo oraz kulturę duchową i materialną ludów Mezopotamii: Sumerów, Akadów, Babilończyków i Asyryjczyków; w praktyce obejmuje całość wiedzy o językach, historii i kulturze ludów starożytnego Bliskiego Wschodu, które posługiwały się pismem klinowym.

## Znani asyrolodzy
- Robert Biggs
- Jeremy Black
- Rykle Borger
- Miguel Civil
- Jerrold Cooper
- Stephanie Dalley
- Friedrich Delitzsch
- Dietz-Otto Edzard
- Irving Finkel
- Ignace Gelb
- Andrew George
- Rivkah Harris
- Paul Haupt
- Hermann Hilprecht
- Edward Hincks

- Thorkild Jacobsen
- Alfred Jeremias
- Samuel Noah Kramer
- Benno Landsberger
- Austen Henry Layard
- Julius Lewy
- Peter Machinist
- Piotr Michalowski
- William L. Moran
- A. Leo Oppenheim
- Jules Oppert
- Arno Poebel
- Hormuzd Rassam
- Henry Rawlinson
- Erica Reiner

- Francesca Rochberg
- Åke Sjöberg
- George Smith
- Piotr Steinkeller
- Matthew Stolper
- Hayim Tadmor
- François Thureau-Dangin
- Wolfram von Soden
- Klaas Veenhof
- Konrad Volk
- Norman Yoffee
- David Weisberg
- Franz Weissbach
- Claus Wilcke
- Stefan Zawadzki